# Episodi di Hilda (seconda stagione)
La seconda stagione della serie televisiva Hilda è stata interamente pubblicata su Netflix il 14 dicembre 2020.
| nº | Titolo originale                        | Titolo italiano                              | Pubblicazione originale | Pubblicazione Italia |
| -- | --------------------------------------- | -------------------------------------------- | ----------------------- | -------------------- |
| 1  | Chapter 1: The Troll Circle             | Capitolo 1: Il cerchio dei troll             | 14 dicembre 2020        | 14 dicembre 2020     |
| 2  | Chapter 2: The Draugen                  | Capitolo 2: I Draugen                        | 14 dicembre 2020        | 14 dicembre 2020     |
| 3  | Chapter 3: The Witch                    | Capitolo 3: La strega                        | 14 dicembre 2020        | 14 dicembre 2020     |
| 4  | Chapter 4: The Eternal Warriors         | Capitolo 4: I guerrieri eterni               | 14 dicembre 2020        | 14 dicembre 2020     |
| 5  | Chapter 5: The Windmill                 | Capitolo 5: Il mulino                        | 14 dicembre 2020        | 14 dicembre 2020     |
| 6  | Chapter 6: The Old Bells of Trolberg    | Capitolo 6: Le vecchie campane di Trolberg   | 14 dicembre 2020        | 14 dicembre 2020     |
| 7  | Chapter 7: The Beast of Cauldron Island | Capitolo 7: La bestia dell'Isola di Cauldron | 14 dicembre 2020        | 14 dicembre 2020     |
| 8  | Chapter 8: The Fifty Year Night         | Capitolo 8: La notte di cinquant'anni        | 14 dicembre 2020        | 14 dicembre 2020     |
| 9  | Chapter 9: The Deerfox                  | Capitolo 9: Il cervolpe                      | 14 dicembre 2020        | 14 dicembre 2020     |
| 10 | Chapter 10: The Yule Lads               | Capitolo 10: Gli Yule Lads                   | 14 dicembre 2020        | 14 dicembre 2020     |
| 11 | Chapter 11: The Jorts Incident          | Capitolo 11: L'incidente dei Jorts           | 14 dicembre 2020        | 14 dicembre 2020     |
| 12 | Chapter 12: The Replacement             | Capitolo 12: Il sostituto                    | 14 dicembre 2020        | 14 dicembre 2020     |
| 13 | Chapter 13: The Stone Forest            | Capitolo 13: La foresta di pietra            | 14 dicembre 2020        | 14 dicembre 2020     |